# Parc national de Butrint
Le parc national de Butrint (en albanais : Parku Kombëtar i Butrintit) est un parc national situé dans le sud de l'Albanie, à 18 kilomètres au sud de la ville de Sarandë. Créé en mars 2000, il protège 94 km2 de sites historiques, archéologiques et naturels (dont le lac Butrint, 16 km2). Il est depuis 1992 un site du patrimoine mondial de l'UNESCO. Il constitue l'un des sites archéologiques les plus importants du pays, qui couvre une période allant de l'âge du bronze jusqu'au XIXe siècle. Il a reçu environ 55 000 visiteurs en 2005.
Le parc est également un site Ramsar depuis le 28 mars 2003.

## Environnement
Le parc englobe 9 424 hectares (94,24 km2) de terrain vallonné avec des lacs d’eau douce, des zones humides, des marais salants, des plaines ouvertes, des roselières et des îles. L’importance du parc pour la conservation se reflète dans le grand nombre d’espèces avec plus de 1 200 animaux et plantes différents. Son mandat comprend la protection du lac et de la lagune de Butrint, du canal naturel de Vivari, des îles de Ksamil et du site archéologique, qui fournit de précieux vestiges de civilisations anciennes. La lagune est reconnue comme une zone humide d’importance internationale par désignation en vertu de la convention de Ramsar. De plus, le lac Butrint est une zone importante pour les oiseaux et les plantes, reconnue par Birdlife International.
La flore du parc se compose de plus de 800 à 900 espèces, qui constituent 27% du nombre total d’espèces en Albanie.

### Faune
Le parc abrite plus de 400 espèces d'animaux, dont 39 espèces de mammifères, 246 espèces d’oiseaux, 25 espèces de reptiles, 10 espèces d’amphibiens et 105 espèces de poissons. Le chacal commun, rare en Europe, le renard roux et la loutre sont les carnivores les plus remarquables. Les eaux côtières autour du parc sont fréquentées par des dauphins tels que le grand dauphin, le dauphin commun à bec court et parfois par le dauphin bleu et blanc. Le parc offre l’un des derniers habitats de nidification restants pour le phoque moine méditerranéen en voie de disparition qui est présent dans les rochers et les cavernes du parc. Les tortues de mer ne sont pas si rares dans les eaux côtières peu profondes du parc. Il existe deux espèces de tortues de mer, la tortue caouanne et la tortue luth, répertoriées comme étant en voie de disparition ou menacées par les autorités de l’État, .
Les oiseaux les plus notables comprennent l’aigle royal, le faucon pèlerin, la perdrix bartavelle, le loriot d'Europe et la buse commune, et sur les côtes, le grand cormoran, le grèbe huppé, la foulque et la mouette rieuse.

## Patrimoine culturel
La riche histoire de Butrint a laissé d’importants vestiges sur le territoire du parc. De nombreux monuments existent encore, notamment les remparts de la ville, un baptistère de l’Antiquité tardive, une grande basilique, un théâtre romain et deux châteaux. Le théâtre romain de Butrint est l’un des bâtiments les mieux conservés de la ville.

## Galerie

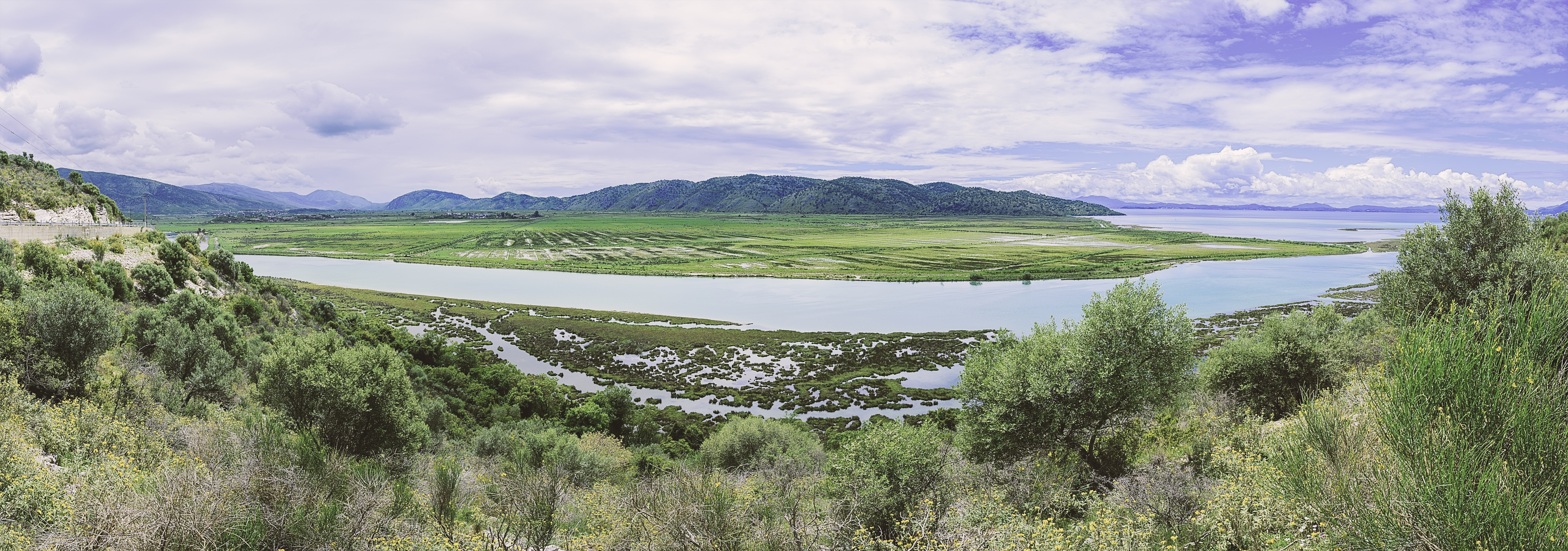
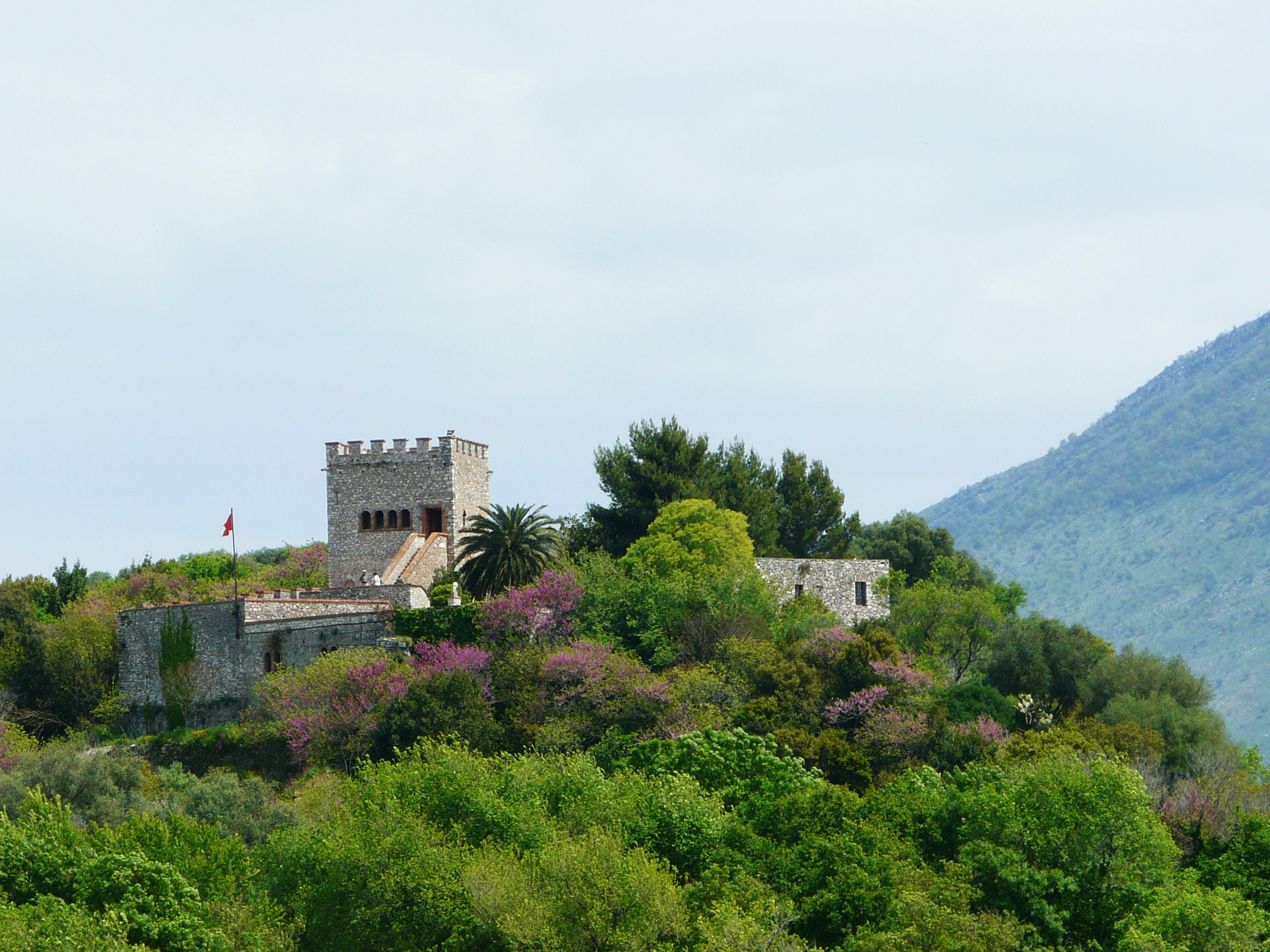
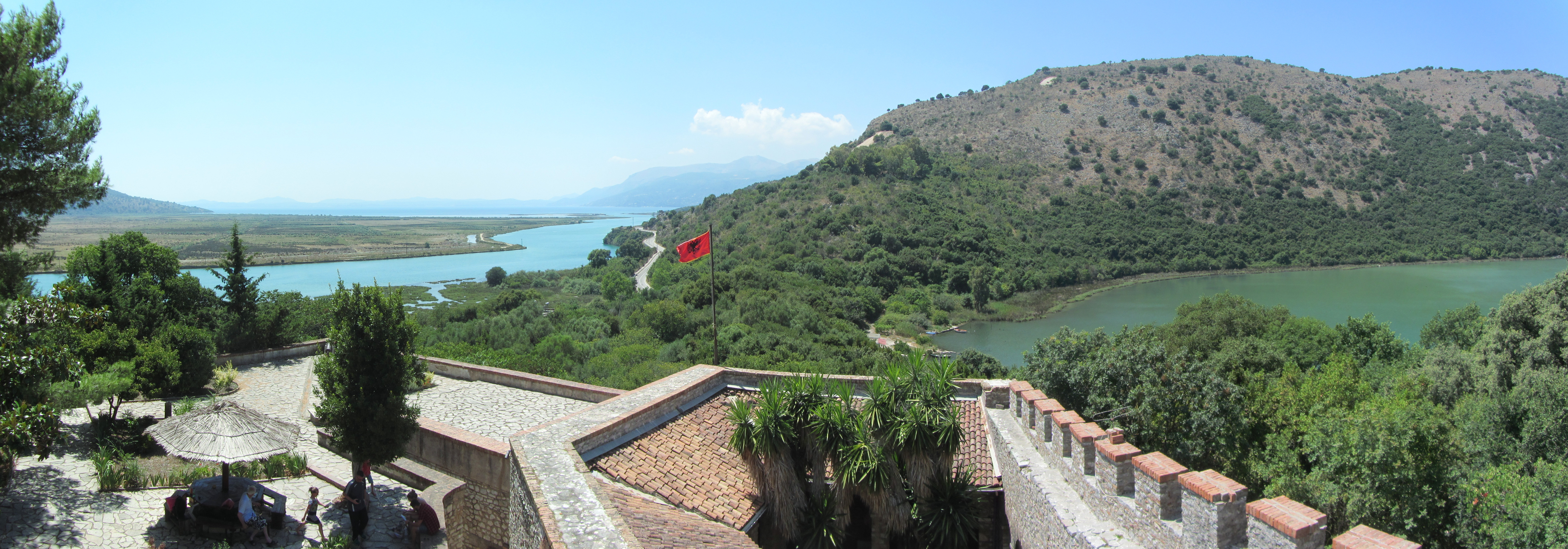